# Carspotting

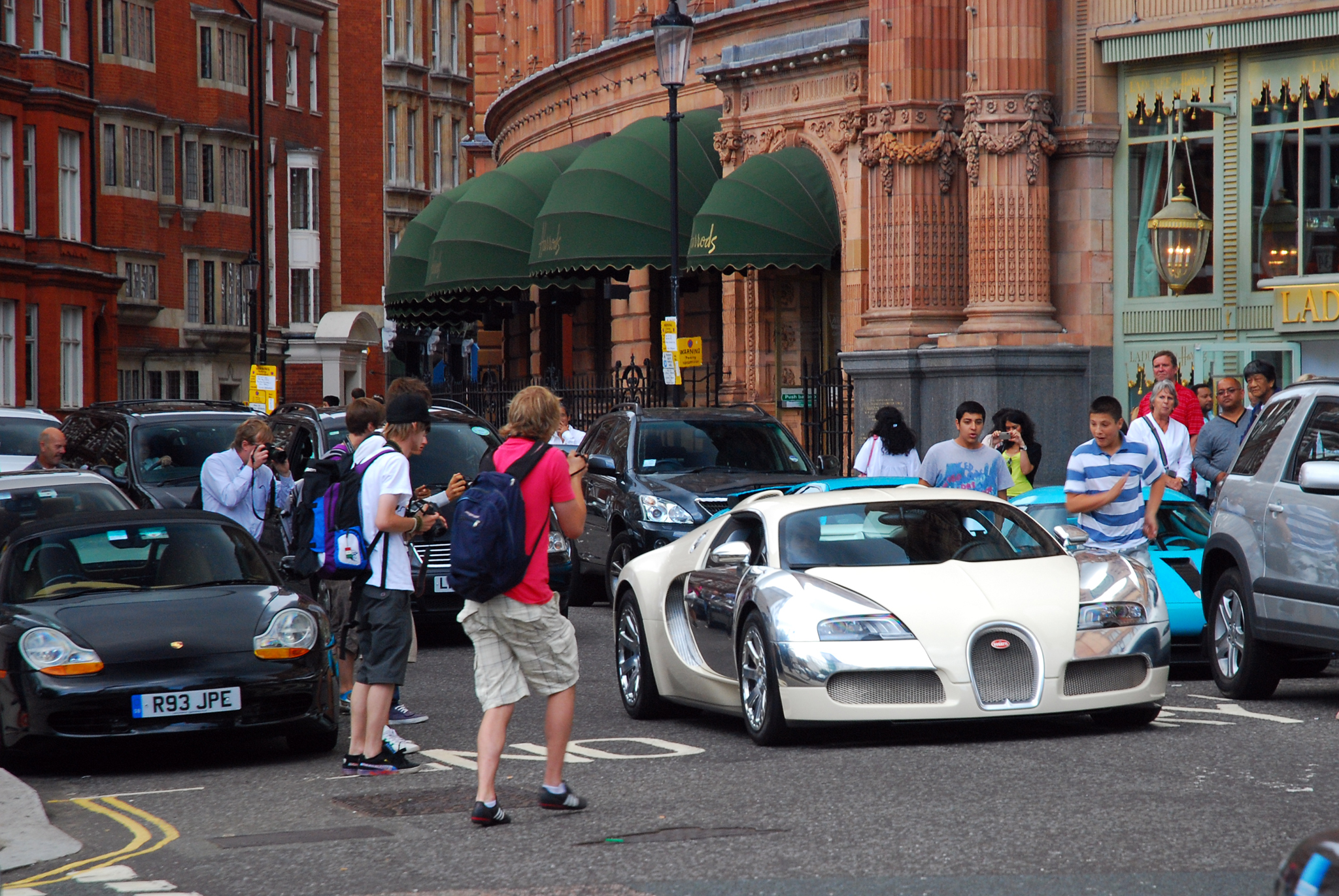
Car spotterzy

Carspotting – hobby polegające na fotografowaniu bądź filmowaniu ciekawych, oryginalnych i drogich samochodów w środowisku miejskim, w ruchu ulicznym. Autorzy zdjęć i filmów dzielą się nimi w mediach społecznościowych i specjalnych serwisach internetowych zrzeszających osoby zajmujące się carspottingiem. Zjawisko carspottingu jest szczególnie popularne w dużych metropoliach, w których często można spotkać nietypowe samochody.
Osoby uprawiające carspotting to carspotterzy. Wykonanymi zdjęciami carspotterzy dzielą się w sieci za pośrednictwem portali społecznościowych, lub specjalnych stron zrzeszających carpostterów jak Autogespot. Carspotterzy tworzą społeczności, wewnątrz których informują się wzajemnie o nowych, ciekawych samochodach, które pojawiły się na ulicach ich miast.
W Polsce jednym z najbardziej popularnych miejsc carspottingu jest Plac Trzech Krzyży w Warszawie.